# ارزنک بهاره
ارزنک بهاره (نام علمی: Milium vernale) نام یک گونه از سرده ارزنک است.